# 五掌楠
五掌楠（学名：Neolitsea konishii）为樟科新木姜子属下的一个种。